# 阿克西亚
阿克西亚（法語：Axiat）是法国阿列日省的一个市镇，属于富瓦区（Foix）莱斯卡巴内县（Les Cabannes）。该市镇2009年时的人口为41人。

## 人口
阿克西亚人口变化图示
| 数据来源：INSEE |